# Puente de la Amistad rusocoreana
El puente de la Amistad Corea–Rusia (en coreano: 조선 로씨야 우정 의 다리; Chosŏn – Rossiya Ujŏngŭi Dali; en ruso: Мост Дружбы; Most Druzhby) es un puente ferroviario sobre el río Tumen. Fue encargado en 1959 como reemplazo de un antiguo puente de madera. Es el único punto de cruce existente en los 17 km de frontera terrestre entre Corea del Norte y Rusia. En ocasiones se colocan  tablones de madera entre las vías haciendo posible el cruce de vehículos automóviles mediante un acuerdo especial, pero se trata principalmente de un puente ferroviario. Las vías son de ancho mixto porque el sistema ferroviario ruso utiliza un ancho de vía de 1.520 mm mientras que el sistema de Corea del Norte usa 1.435 mm. El puente es servido por la estación de Jasán (Krai de Primorie), en suelo ruso, y la estación Tumangang, en suelo norcoreano. 
En octubre de 2017, se tendió un cable de fibra óptica a lo largo del puente proporcionó a Corea del Norte una conexión adicional a Internet a través del proveedor ruso TransTelekom, una subsidiaria del operador ferroviario nacional ruso Russian Railways . Esto permite que el país sea menos dependiente de su conexión a Internet primaria a través de China Unicom (que se ejecuta de manera similar sobre el puente de amistad sino-coreano), después de que fuera el objetivo de un ataque DDoS durante la crisis de Corea del Norte de 2017.